# Chiguana
Chiguana ist eine Ortschaft im Departamento Potosí im Hochland des südamerikanischen Anden-Staates Bolivien.

## Lage im Nahraum
Chiguana ist zentraler Ort des Kanton Chiguana und liegt im Municipio San Pedro de Quemes in der Provinz Nor Lípez auf einer Höhe von 3685 m. Die Ortschaft ist eine der letzten Bahnstationen der Bahnlinie Uyuni-Antofagasta vor der chilenischen Grenze.

## Geographie
Chiguana liegt auf dem bolivianischen Altiplano zwischen den Anden-Gebirgsketten der Cordillera Occidental im Westen und der Cordillera de Lípez im Südosten. Die Region weist ein ausgeprägtes Tageszeitenklima auf, bei dem die mittleren Temperaturschwankungen im Tagesverlauf deutlicher ausfallen als im Ablauf der Jahreszeiten.
Die Jahresdurchschnittstemperatur der Region liegt bei knapp 8 °C (siehe Klimadiagramm Avaroa), die Monatswerte schwanken nur unwesentlich zwischen 4 °C im Juni/Juli und 10 °C von Dezember bis Februar. Der Jahresniederschlag beträgt nur 70 mm, nennenswerte Monatsniederschläge von monatlich 30 mm fallen nur in den Monaten Januar und Februar, der Rest des Jahres ist nahezu niederschlagsfrei.

## Verkehrsnetz
Chiguana liegt in einer Entfernung von 340 Straßenkilometern südwestlich von Potosí, der Hauptstadt des gleichnamigen Departamentos.
Von Potosí führt die Nationalstraße Ruta 5 in südwestlicher Richtung 198 Kilometer bis Uyuni und von dort weitere 61 Kilometer bis zur Brücke über den Río Grande de Lípez. Hinter der Brücke biegt die Landstraße in nordwestlicher Richtung ab und erreicht nach 36 Kilometern die Ortschaft Río Grande. Von hier aus folgt die Piste weitgehend der Bahnlinie nach Südwesten und erreicht über die Ortschaft Julaca nach 80 Kilometern Chiguana.

## Bevölkerung
Die Bevölkerungszahl der Ortschaft hat sich in den vergangenen beiden Jahrzehnten um etwa ein Drittel verringert:
| Jahr | Einwohner | Quelle       |
| ---- | --------- | ------------ |
| 1992 | 31        | Volkszählung |
| 2001 | 10        | Volkszählung |
| 2010 | 21        | Volkszählung |
| 2024 |           | Volkszählung |

Die Region weist einen gewissen Anteil an Quechua-Bevölkerung auf, im Municipio San Pedro de Quemes sprechen 24,9 Prozent der Bevölkerung Quechua.